# 垂水悟郎
垂水 悟郎（たるみ ごろう、本名：垂水 五郎、1927年〈昭和2年〉5月29日 - 1999年〈平成11年〉1月21日）は、日本の俳優。岡山県新見市出身。岡山県立新見高等学校卒。
長男は俳優・モデルの垂水藤太。

## 来歴・人物
劇団民藝で演劇をしていたが、退団後は映画やテレビドラマに出演していた。
1999年（平成11年）1月21日午後5時55分、くも膜下出血のため東京都内の病院で死去、71歳没。

## 出演

### 映画
- 原爆の子（1952年、近代映画協会　劇團“民芸”共同作品）
- 悪徳（1958年、日映）
- その女を逃すな（1958年、日活）
- 姿なき顔役（1958年、日活）
- 男なら夢をみろ（1959年、日活）
- 逃亡者 （1959年、日活）
- 事件記者 仮面の脅迫（1959年、日活）
- 清水の暴れん坊（1963年、日活）
- やくざの詩（1960年、日活）
- 大草原の渡り鳥（1960年、日活）
- 人間の條件 完結篇（1961年、日活）
- 紅の拳銃（1961年、日活）
- 太陽は狂ってる（1961年、日活）
- 太陽、海を染めるとき（1961年、日活）
- 目をつぶって突っ走れ（1962年、日活）
- 青い街の狼（1962年、日活）
- 花と竜（1962年、日活）
- 夜霧のブルース（1963年、日活）
- 虎の子作戦（1963年、日活）
- 帝銀事件 死刑囚（1964年、日活）
- 黒い海峡（1964年、日活）
- 赤い谷間の決斗（1965年、日活）
- 若親分乗り込む（1966年、大映）
- 栄光への挑戦（1966年、石原プロ / 日活）
- 愛と死の記録（1966年、日活）
- 続東京流れ者 海は真っ赤な恋の色（1966年、日活）
- 野良犬（1966年、大映）
- 若親分兇状旅（1967年、大映）
- 女賭博師鉄火場破り（1968年、大映）
- 愛の化石（1970年、石原プロ / 日活）
- 激動の昭和史 軍閥（1970年、東宝）
- 戦争と人間 第一部 運命の序曲（1970年、日活）
- 男はつらいよ 純情篇（1971年、松竹）- 明石夕子（若尾文子）の夫
- 日本沈没（1973年、東宝） - 総理府長官[4]
- 脱走遊戯（1976年、東映） - 教授 役
- 俺の空（1977年、東宝）
- 正午なり（1978年、ATG）
- 復讐するは我にあり（1979年、松竹）
- 不良少年（1980年、東映）
- 化石の荒野（1982年、東映）
- TATTOO＜刺青＞あり（1982年、ATG）
- 大日本帝国（1982年、東映）
- 時計 Adieu l'Hiver（1986年、日本ヘラルド映画）
- 春らんまん結婚記（1987年、東映）
- ウォータームーン（1989年、東映）

etc.

### テレビドラマ
- マンモスタワー（1958年、KR）
- 蒼い描点（1962年、CX）
- 銭形平次 」（CX / 東映） 
  - 第107話「逃亡の果て」（1968年） - 与五郎
  - 第609話「幽霊から来た結び文」（1978年） - 徳次郎
  - 第733話「もう逃げはしない」（1980年） - こうもりの大八
  - 第783話「甦った十手」（1981年） - 弥五郎
- 鞍馬天狗（1969年、NHK） - 桂小五郎
- 鬼平犯科帳（NET / 東宝）
  - 第1シリーズ 第37話「おみね徳次郎」（1970年） - 徳次郎
  - 第1シリーズ 第63話「女賊の恋」（1970年） - 源造
  - 第2シリーズ 第1話「剣客」（1971年） - 松尾
- 大河ドラマ（NHK）
  - 春の坂道 （1971年） - 伊達政宗
  - 勝海舟 （1974年） - 島田虎之助
  - 元禄太平記 （1975年） - 原惣右衛門
  - 花神 （1977年） - 椰野嘉兵衛
  - 峠の群像 （1982年） - 杉浦彦右衛門 役
  - 太平記（1991年） - 吉田定房
- 大岡越前（TBS / C.A.L）
  - 第2部 第20話「若様誘拐事件」（1971年9月27日） - 安間平左ヱ門
  - 第5部 第22話「父娘の絆」（1978年7月3日） - 矢崎左馬之助
  - 第9部 第21話「盗賊を強請った男」（1986年3月17日） - 竹造
  - 第10部 第10話「命を賭けた悲哀の捕縄」（1988年5月2日） - 以蔵
  - 第11部 第23話「昔馴染は盗賊一味」（1990年9月24日） - 彦造
  - 第12部 第14話「姫様の好物ふかし藷」（1992年1月20日） - 松五郎
  - 第14部 第1話「大岡越前」（1996年6月17日） - 鎌吉
- ガッツジュン（1971年、TBS / 宣弘社）
- 天下御免（1971年 - 1972年、NHK）
- 荒野の素浪人（1972年、NET / 三船プロ）
- 笹沢左保 「峠」シリーズ / 狂女が唄う信州路 （1972年、CX / C.A.L）
- 木枯し紋次郎 第2シーズン 第4話「地獄を嗤う日光路」（1972年、CX / C.A.L）
- 怪談 第2話「牡丹燈籠」（1972年、NET）- 良石
- 子連れ狼（NTV / ユニオン映画）
  - 第1部 第5話「刺客街道」（1973年） - 安藤市郎兵衛
  - 第2部 第12話「鐘役辻源七」（1974年） - 一風
  - 第3部 第4話「絹の雲」（1976年） - 可
- 荒野の用心棒 第7話「鷲ノ巣谷に死の影が走って…」（1973年、NET / 三船プロ） - 坂崎弥平次
- 剣客商売 第14話「三冬の女ごころ」（1973年、CX / 東宝 / 俳優座） - 井村松軒
- 新書太閤記（1973年、NET/ 東映） - 黒田官兵衛
- ポーラテレビ小説（TBS）
  - 愛子 （1973年 - 1974年） - 佐伯緑堂
  - 白き牡丹に（1982年 - 1983年） - 久米進之助
- 愛ぬすびと（1974年、THK）
- 太陽にほえろ!（NTV / 東宝）
  - 第100話「燃える男たち」（1974年） - 北見刑事
  - 第290話「執念」（1978年） - 吉沢虎男刑事
- 赤い迷路（1974年、TBS / 大映テレビ）
- 斬り抜ける 第12話「男は賭けた」（1974年、ABC / 松竹） - 水田主膳
- 非情のライセンス 第2シリーズ 第29話「兇悪の武者人形」（1975年、NET / 東映） - 牧村幸夫
- 痛快! 河内山宗俊 第10話「鬼より怖い奴がいた」（1975年、CX / 勝プロ） - 丹波屋宗右衛門
- なつかしき海の歌（TBS、1975年9月21日） - 加藤報道部長
- 高原へいらっしゃい 第5話 （1976年、TBS）
- あかんたれ （1976年 - 1978年、東海テレビ / 東宝） - 詐欺師・木下
- 必殺シリーズ（ABC / 松竹）
  - 必殺仕業人 第26話「あんたこの心眼をどう思う」（1976年） - 浜田徳三郎
  - 必殺からくり人 第11話「私にも父親をどうぞ」（1976年） - 絵師・歌川延重
  - 新・必殺仕置人 第37話「生命無用」（1977年） - 銀造
  - 必殺仕事人V・激闘編 第29話「主水、まっ青に染められる」（1986年） - 富吉
- Gメン'75 第66話「警視庁の中の密室殺人」（1976年、TBS / 東映） - 新城警部補
- 大江戸捜査網（12ch / 三船プロ）
  - 第258話「逆転 父と娘の絆」（1976年） - 左平次
  - 第278話「影なき殺人者の謎」（1977年） - 久蔵
  - 第430話「刺青芸者 皆殺しの謎」（1980年）
  - 第455話「女風呂幽霊事件」（1980年） - お菊の父
  - 第547話「大乱戦 獲物を狙う小悪魔」（1982年） - 森村官兵衛
  - 第589話「連続暴行魔・女風呂の罠」（1983年） - 仙造
- 前略おふくろ様 第2シリーズ 第18話（1977年、NTV / 渡辺企画） - 波谷医師
- 江戸を斬るシリーズ（TBS / C.A.L）
  - 江戸を斬るIII 第15話「狙われた亥の刻小僧」（1977年） - 長次
  - 江戸を斬るVII 第20話「悲願叶えた遠山桜」（1987年） - 佐兵ヱ
  - 江戸を斬るVIII 第18話「育ての父が親の敵」（1994年） - 宇之吉
- 新幹線公安官 第5話「死の逃避行」（1977年、ANB / 東映） - 倉田雄吉
- 特捜最前線（ANB / 東映）
  - 第33話「虐殺・父に捧げる挽歌」（1977年）
  - 第109話「紫色のマニキュアをした女!」（1979年）
  - 第135話「われら殺人安保条約!」（1979年） - 井口利光
  - 第247話「警視庁狙撃班にいた男!」（1982年） - 佐伯
  - 第459話「挑戦・この七人の中に犯人は居る!」・第460話「挑戦II・窓際警視に捧げる挽歌!」（1986年） - 市原林一
- 花王 愛の劇場（TBS）
  - 別れて生きる時も（1978年） - 塩崎利周
  - 女橋 （1983年）- 久三郎
- ドラマ人間模様 / 事件 （1978年、NHK）
- 暴れん坊将軍（ANB / 東映）
  - 吉宗評判記 暴れん坊将軍 第31話「御狩場から消えた女」（1978年） - 伊勢屋伊佐衛門
  - 暴れん坊将軍II 第22話「十手を下さい お奉行様!」（1983年） - 吉蔵
  - 暴れん坊将軍IV 第25話「母恋い飛脚」（1991年） - 山城屋丹次郎
- 達磨大助事件帳 第23話「地獄への落し穴」（1978年、ANB / 前進座 / 国際放映） - 村越兵部
- 江戸の渦潮 第6話「春風にのった母子」（1978年、CX / 東宝）
- 東芝日曜劇場 / 松本清張おんなシリーズ・心の影 （1978年、TBS）
- 同心部屋御用帳 江戸の旋風IV 第1話「風と太鼓と風来坊」（1978年、CX / 東宝） - 宇津木小左衛門
- たとえば、愛（1979年、TBS / 東通） - 沢田正一郎
- 江戸の牙 第2話「戦慄! 蛇目傘の女」（1979年、ANB / 三船プロ） - 佐伯修理亮
- 大捜査線（1980年、CX / ユニオン映画） - 下条仁
- ザ・ハングマン 第18話「大統領の隠し娘」（1981年、ABC / 松竹芸能） - 高山
- プロハンター 第24話「ロンリー・ハート」（1981年、NTV / セントラル・アーツ）
- 12時間超ワイドドラマ（TX）
  - 竜馬がゆく （1982年、中村プロ） - 千葉定吉
  - 若き血に燃ゆる〜福沢諭吉と明治の群像 （1984年、テレパック）
  - 花の生涯 井伊大老と桜田門 （1988年、東映） - 井伊直亮
- 鬼平犯科帳（ANB / 中村プロ）
  - 第1シリーズ 第13話「蛇の眼」（1980年） - 蛇の平十郎
  - 第3シリーズ 第1話「さざ波伝兵衛」（1982年） - 砂堀の蟹蔵
- 右門捕物帖 第1話「さわやか右門さっそう登場」（1982年、NTV / ユニオン映画）
- 影の軍団II 第18話「夜霧に啼く黒い狼」（1982年、KTV / 東映）- 佐渡島兵衛
- 土曜ワイド劇場 / 西村京太郎トラベルミステリー 北帰行殺人事件 （1982年、ABC）
- ザ・サスペンス / 遠藤周作の悪霊の午後 （1983年、TBS）
- 水戸黄門（TBS / C.A.L）
  - 第14部 第7話「無法裁いた孤独の十手 -花巻-」（1983年12月12日） - 徳三
  - 第18部
    - 第12話「非情の猿面暗殺団 -彦根-」（1988年11月28日） - 下柘植の重蔵
    - 第25話「無念晴らす献上絞 -鳴海-」（1989年3月6日） - 須貝半蔵

  - 第20部
    - 第7話「怨みを買った女医師 -桑名-」（1990年12月17日） - 半井唐斉
    - 第36話「因果が巡る銘刀宗近 -高田-」（1991年7月15日） - 五郎蔵

  - 第21部 第17話「御老公の盗っ人仁義 -丸亀-」（1992年7月27日） - 新兵衛
  - 第24部 第8話「謎の美剣士! 紅夜叉 -岡山-」（1995年11月6日） - 隆然
- 新・大江戸捜査網 第21話「深川隠れ宿無頼帖」（1984年、TX / ヴァンフィル） - 半兵衛
- 火曜サスペンス劇場／「蒼い愛の秘密」（1984年、日本テレビ）
- 流れ星佐吉 第12話「女医は大涙に濡れて」（1984年、KTV / 松竹）
- 銭形平次 第7話「猫が見ていた」（1987年、NTV / ユニオン映画） - 源造 役
- 続・三匹が斬る! 第9話「連発銃、昨日の友は今日の敵」（1989年、ANB / 東映） - 勘右衛門
- 裸の大将 第32話「清の雪ん子ドサン娘物語」（1989年、KTV / 東阪企画） - 獣医
- 鬼平犯科帳（CX / 松竹）
  - 第1シリーズ 第11話「狐火」（1989年） - 瀬戸川の源七
  - 第3シリーズ 第1話「鯉肝のお里」（1991年） - 長虫の松五郎
  - 第4シリーズ 第3話「盗賊婚礼」（1992年） - 瓢箪屋勘助
  - 第6シリーズ 第6話「はさみ撃ち」（1995年） - 弥治郎
  - 第8シリーズ 第3話「穴」（1998年） - 壷屋菊右衛門
- 直木賞作家サスペンス / 会長の遺産 （1990年、KTV / 東映）
- 外科医 有森冴子 第4話「有森入院します!」（1990年、NTV）
- 銭形平次 第1シリーズ 第7話「呪いのわら人形」（1991年、CX / 東映） - 秋山孫兵衛
- 名奉行 遠山の金さん（ANB / 東映）
  - 第4シリーズ 第10話「美しい女医と記憶喪失の男」（1992年） - 東山国治
  - 第7シリーズ 第16話「消えた女!裏切りの集団見合い」（1996年） - 狐火の伝兵衛
- 新・三匹が斬る!（ANB / 東映）
  - 第6話「幸運の、汗かき阿弥陀が血を流す」（1992年）- 与兵衛
  - 第20話「越後路は、水燃え人燃え怨み節」（1993年） - 茂平次
- 火曜サスペンス劇場 / 歪んだ鏡 （1995年、NTV）
- 月曜ドラマスペシャル / 一色京太郎事件ノート 祇園花見小路殺人事件 （1995年、TBS）
- 水戸黄門外伝 かげろう忍法帖 第11話「非情の試し撃ち -彦根-」（1995年、TBS / C.A.L） - 弥兵衛
- 風の刑事・東京発! 第3話「那須高原行き! 夫を交換した女」（1995年、ANB / 東映） - 牧場主

## 吹き替え
- 地上最強の美女 バイオニック・ジェミー
- 翼よ! あれが巴里の灯だ（チャールズ・リンドバーグ〈ジェームズ・ステュアート〉）